# グレイ解剖学

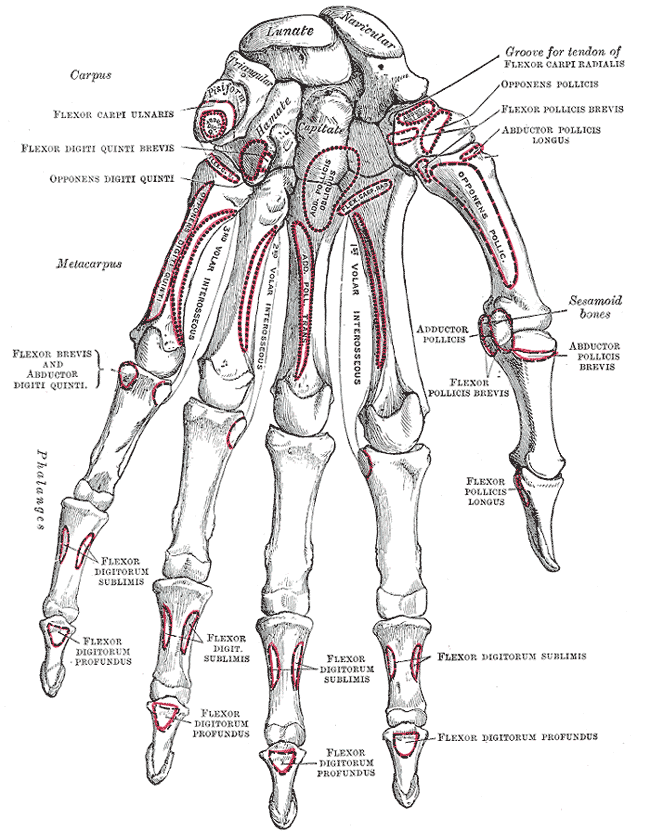
1918年の版から挿絵の一例

グレイ解剖学（グレイかいぼうがく、Gray's Anatomy）は、ヘンリー・グレイが著わした解剖学の医学書で、人体に関する書物として古典の一つとされる。
出版後ほぼ1世紀を経過した今日においてもいまだに最も権威があり、詳細な解剖学書の一つであるとみなされている。2000年代に入った現在も解剖学の標準的テキストとして改訂が続けられている。学生版のGray's Anatomy for Studentsは日本語訳も出版されている（#出版の節参照）。

## 沿革
最初の版は　Anatomy: Descriptive and Surgical として　1858年にロンドンのJohn William Parkerによって出版された。第二版が1860年、グレイの没後に第三版がLongmanより1863年に出版された。その後Churchill Livingstone/Elsevier に出版社が変わりつつ版を重ねた。
アメリカではRichard James Dunglisonによってアメリカ版第一版が編集され1859年に出版。その後、Lea & Febigerから出版が続けられ、1990年に第30版が最後のアメリカ版として出版された。イギリス版とアメリカ版では版の番号が一致しないことがあり、混乱を招くので注意が必要である。
現在、イギリス版のGray's Anatomyは第40版を数える（2008年9月26日出版）。当代最高の解剖学知識を記載するために版を重ねるごとに膨大になる傾向があったが、第35版以降は内容を削る努力がなされた。第35版（1975年）が1,471頁、第38版（1995年）は2,092頁、第40版は1,576頁となっている。
Richard Drakeらによって学生向けの抄録版が新たに編集されて2004年に出版されGray's Anatomy for Studentsと名付けられた。2008年に「グレイ解剖学」として邦訳が出版され、2011年には邦訳の第二版が出版された。

## パブリックドメイン
1918年版はパブリックドメインとなっており、ウィキペディアの記事に転載することができる。しかし、出版後ほぼ1世紀を経過した古い情報であることに留意が必要である。

## 出版
Gray's Anatomy for Students の邦訳。
- 『“グレイ解剖学　原著第3版”. 2023年12月27日閲覧。』  Richard L. Drake 他(著), 塩田浩平　秋田恵一(訳) エルゼビアジャパン 2016年 ISBN 9784860343064
- 『“グレイ解剖学アトラス 原著第2版”. 2023年12月27日閲覧。』  Richard L. Drake 他(著), 塩田浩平　秋田恵一(訳) エルゼビアジャパン 2015年 ISBN 9784860343071